# Universidade de Houghton
A Universidade de Houghton é uma instituição privada de artes liberais e ciências localizada em Houghton, Nova Iorque, Estados Unidos. Fundada em 1883 por Willard J. Houghton, um ministro metodista wesleyano, a universidade oferece uma variedade de programas acadêmicos e é afiliada à Igreja Wesleyana. Atualmente, atende aproximadamente 1.000 estudantes.

## História
A Universidade de Houghton começou como Houghton Seminary em 1883, uma escola secundária fundada por Willard J. Houghton. Em 1899, a instituição passou a oferecer aulas universitárias. Em 1923, obteve seu estatuto provisório e, em 1927, um estatuto permanente. A universidade foi credenciada pela Middle States Association of Colleges and Schools em 1935. A Houghton College passou a se chamar Universidade de Houghton em 2022. Desde 2004, a universidade oferece programas de mestrado, com atualmente nove cursos de pós-graduação em diversas áreas.

## Campus
O campus principal da Universidade de Houghton está localizado no condado de Allegany, Nova Iorque, com uma área de 1.300 acres situados a cerca de 396 metros de altitude, no Planalto Allegheny. Fica aproximadamente 105 km a sudeste de Buffalo e 113 km a sudoeste de Rochester. O campus possui diversas instalações, incluindo dormitórios tradicionais e residências em townhouses, além de opções de moradia para estudantes de anos superiores.

## Academia
A universidade oferece programas de graduação em 46 áreas de estudo, além de seis graus de pós-graduação, incluindo na Greatbatch School of Music. Em 2020, foi classificada em 124º lugar entre as Faculdades Nacionais de Artes Liberais pelo ranking da U.S. News & World Report.

## Vida Estudantil
A vida no campus da Universidade de Houghton é predominantemente residencial, com opções de moradia em dormitórios e townhouses. Estudantes de anos superiores podem viver fora do campus em residências aprovadas. A universidade também oferece várias organizações estudantis, clubes e eventos para engajamento social e acadêmico.

## Discussões Acadêmicas e Institucionais
Em 2020, uma exposição intitulada "We Are All Houghton" foi apresentada por ex-alunos da universidade, destacando as experiências de estudantes da comunidade LGBTQ+ no campus. Este evento gerou discussões sobre a inclusão e representatividade dentro da instituição. Em 2023, a universidade tomou medidas disciplinares relacionadas ao uso de pronomes de gênero nas assinaturas de e-mail de alguns membros da equipe, conforme suas políticas internas.

## Alumni notáveis
A Universidade de Houghton tem vários ex-alunos notáveis em diversas áreas, incluindo:
- Robert Beckford, teólogo acadêmico e professor de Teologia e Cultura na Diáspora Africana na Canterbury Christ Church University.[8]
- Deborah L. Birx, Coordenadora Global de AIDS dos Estados Unidos e Diretora de Coordenação de Resposta ao Coronavírus da Casa Branca sob o presidente Trump.[9]
- Ira S. Bowen, astrônomo e ex-diretor dos Observatórios Mt Wilson e Palomar.[10]
- Douglas Comer, professor de Ciência da Computação na Universidade Purdue.[11]
- Ronald Enroth, autor cristão evangélico.[12]
- Kim Pegula, co-proprietária do Buffalo Bills e Presidente/CEO da Pegula Sports and Entertainment.[13]